# Żuków (Przysucha)
Pour les articles homonymes, voir Żuków.
Żuków (prononciation : [ˈʐukuf]) est un village polonais de la gmina de Wieniawa dans le powiat de Przysucha de la voïvodie de Mazovie dans le centre-est de la Pologne.
Il se situe à environ 4 kilomètres au sud-ouest de Wieniawa (siège de la gmina), 10 kilomètres à l'est de Przysucha (siège du powiat) et à 98 kilomètres au sud de Varsovie (capitale de la Pologne).

## Histoire
De 1975 à 1998, le village appartenait administrativement à la voïvodie de Radom.